# Лаббокские огни
В уфологической литературе под словосочетанием «Lubbock lights» подразумевают знаменитые случаи наблюдения НЛО над Техасом и штатом Нью-Мексико, которые происходили на протяжении двух недель в августе и сентябре 1951 года, и имеется множество свидетелей, даже весьма надёжных, данных происшествий. Случаи широко освещались в прессе, в том числе и в журнале «Life». Наиболее достоверные свидетельства приведены ниже.
Исследованием случаев занимался уфолог Эдвард Руппельт — руководитель проекта ВВС США по изучению сообщений об НЛО «Синяя книга» («Голубая книга»).

## Случаи

### Наблюдение в Альбукерке
25 августа 1951 года некая супружеская пара из окраин Альбукерке (Нью-Мексико) наблюдала в 21:00, как над их домом на высоте 800—1000 футов (240—300 метров) пролетело нечто, похожее на крыло самолёта, размером в 1,5 раза больше бомбардировщика B-36. На объекте была различима тёмная полоса и 6—8 пар огней, на конце объекта были синие огни. Объект бесшумно пролетел в направлении с севера на юг.

### Первое сообщение из Лаббока
Через 20 минут после наблюдения в Альбукерке, из города Лаббок (Техас) поступило сообщение о цепочке голубовато-зелёных огней. Некоторые очевидцы сообщали о том, что огни летели с северо-запада на юго-восток, хотя в этом вопросе были расхождения. Упоминается, что скорость этих огней была приблизительно равна расстоянию от Лаббока до Альбукерке, где наблюдалось странное светящееся «крыло», поделённому на время, разделяющее эти два события (20 минут), что составляет около 1400 км/ч.

### Наблюдение огней учёными

#### Наблюдение 25 августа
Тогда же, 25 августа, в 21:10, группа профессоров Техасского технологического колледжа декан инженерно-нефтяного факультета профессор У.-Л. Дакер, профессор химии А.-Г. Берт и профессор геологии У.-И. Робинсон вели в Лаббоке наблюдения за метеоритами, когда увидели, что на неустановленной высоте с севера на юг быстро и бесшумно пролетело 20—30 голубовато-зелёных огней. Огни летели строем в виде дуги, по светимости они были сравнимы с яркими звёздами. Огни были видны на протяжении нескольких секунд.
Через час эти же люди наблюдали мягко светящиеся синие огни, летевшие уже беспорядочно, не образуя конфигураций.

#### Последующие наблюдения
Эти же люди ещё три недели наблюдали загадочные огни в небе 12 раз. Некоторые случаи наблюдения отмечались дважды за один вечер. Они всегда появлялись под углом примерно в 45° над северной линией горизонта, перемещались в южную и исчезали. Однако, в ходе наблюдений не удалось определить высоту, на которой передвигались объекты.

### Лаббокские огни на радарах
26 августа 1951 года, примерно через 6 часов после первого наблюдения в Лаббоке, два радара Вашингтона зафиксировали неидентифицированную цель на высоте 13 000 футов (3,96 км), которая перемещалась в северо-западном направлении со скоростью 900 миль в час, что в 1,5 раза быстрее находившегося на вооружении истребителя.

## Фотографии лаббоккских огней
31 августа 1951 года, в 23:00, в Лаббоке 18-летний студент Карл Харт увидел из окна своей спальни цепочку летящих огней, о которых знал из газет. Зная, что огни могут появиться вновь, он вышел во двор вместе с фотокамерой «Кодак». Огни вернулись, и Харт их сфотографировал, сделав 5 фотоснимков. Проявленные снимки изображают V-образный строй огней на фоне ночного неба. Эксперты из ВВС, проанализировав фотографии, не обнаружили каких-либо доказательств подделки. Позже, когда расследованием случаев занимался уфолог Эдвард Руппельт, он повторил во дворе все свои действия, а Руппельт следил за ним с хронометром. Руппельт, сам занимающийся фотографией, не нашёл никаких противоречий.

### Имитация фотографий Дональдом Мензелом
Уфолог-скептик Дональд Х. Мензел, прослышав о лаббокских огнях, заявил, что «если тела действительно летели так быстро, как об этом сообщили три профессора, то вряд ли их удалось бы сфотографировать обычным фотоаппаратом».
«Однако, — всё же оговаривается сам Мензел, — скорость движения в обоих случаях могла быть различной, и у нас нет никаких оснований сомневаться в реальности этого события».
В июне 1952 года в журнале «Look» появилась статья Д. Х. Мензела в двух частях, в которой он приводит аналогичные случаи из истории вплоть до 1893 года. В журнале была помещена фотография Дональда Мензела, изображающая огни наподобие лаббокских, которую он сфабриковал в лабораторных условиях. По утверждению Мензела, если подобную фотографию можно подделать, то и фотографию Харта можно считать ненастоящей.

## Предлагавшиеся версии

### Отражение света от тумана
Дональд Мензел предложил такую версию происхождения лаббокских огней (из его книги «О „летающих тарелках“»): «Сам факт, что эти тела летают, по крайней мере иногда, геометрически правильными построениями, уже проливает свет на их природу. Я думаю, что явление это вызывается отражением света от тонкого волнистого слоя туманной дымки, находящейся, по-видимому, непосредственно над головой наблюдателя. Источником света может служить расположенный где-то на расстоянии или даже поблизости дом или группа домов, ряд уличных фонарей или автомобильные фары».
Следует учесть тот факт, что схожие огни наблюдали также и вдалеке от Лаббока, где вообще не было фонарей.

### Отражение света от перелётных птиц
Наиболее популярна версия, что лаббокские огни являются городскими огнями, отражёнными грудками перелётных птиц. В некоторых источниках эта версия рассматривается как полностью удовлетворяющая свидетельствам о лаббокских огнях, поскольку в документах «Синей книги» они истолковываются именно так (хотя случай в Альбукерке всё же числится в списке «неизвестных»). Эта версия была в ходу с самого начала исследования лаббокских огней. В её пользу говорил тот факт, что сообщения о них поступали в конце августа — сентябре, когда некоторые птицы совершают миграции.
Профессора Техасского технологического колледжа не приняли версию о птицах. По их словам, для того чтобы перемещаться столь быстро, птицы должны были бы летать низко над землёй, из-за чего было бы слышно хлопанье их крыльев, чего ими не наблюдалось.
Тем не менее, один лаббокский журналист утверждал, что, наблюдая огни, будто бы слышал шум, похожий на шум крыльев. Э. Руппельт отыскал свидетеля, утверждавшего, что слышал во время наблюдения огней звуки, похожие на крики ржанок. Смотритель близлежащего заповедника сообщил Руппельту, что этой осенью ржанок больше, чем их было год назад. Однако ржанки никогда не летают большими стаями, только небольшими группами по двое-трое.
Также нельзя предположить, что наблюдавшиеся огни были светом, отражённым от перелётных гусей, так как гуси избегают городов и кричат при полёте.